# Calford Green
Calford Green – osada w Anglii, w hrabstwie Suffolk. Leży 47 km na zachód od miasta Ipswich i 77 km na północny wschód od Londynu.